# Alergija
Alergija je motnja imunskega sistema, za katero so značilne pretirane reakcije, ki jih nosijo posamezna protitelesa (reaginski test ali IgE), na običajno neškodljive snovi, kot je cvetni prah.

## Zgodovina
Pojem "alergija" je bil uveden leta 1906, s katerim sta prva dunajska pediatra Clemens von Pirquet in Béla Schick opazovala, kako ima lahko imunski sistem tudi škodljivo vlogo pri spremenjenih odzivih po dajanju heterolognega seruma ali cepiva proti črnim kozam za terapevtske namene. Pirquet in Schick sta poimenovala ta pojav "alergija", iz grških besed ἄλλος, kar pomeni "drugo", in ἔργον, kar pomeni »delo« . Sprva so bile vse oblike preobčutljivosti razvrščene kot alergije, ker so mislili, da jih povzroči spremenba aktiviranega imunskega sistema. Kasneje je postalo jasno, da je vpletenih veliko različnih mehanizmov bolezni, ki imajo v skupnem nenormalno aktivacijo imunskega sistema. Leta 1963 sta Philip Gell in Robin Coombs predlagala nov sistem razvrščanja, ki je predvideval štiri vrste preobčutljivostne reakcije, znane kot nenavadni razred od I do IV . S to novo klasifikacijo je bil izraz "alergija" rezerviran samo za tip I preobčutljivosti.

## Simptomi
Za alergije so značilni vnetni odzivi na alergene; lokalni ali sistemski. Značilni so naslednji simptomi:
- nos: kihanje in otekanje nosne sluznice (alergični rinitis)  
- oči: rdečica in srbenje veznice (alergijski konjunktivitis). Skoraj vedno je to spremljevalni pojav alergijskega rinitisa  - spodnje dihalne poti: draženje, bronhokonstrikcija, napadi astme  - koža: alergijski dermatitis, kot je ekcem, urtikarija, nevrodermitis (delno) in kontaktni dermatitis
Sistemski alergični odziv se imenuje tudi "anafilaksija": glede na stopnjo resnosti, lahko povzroči kožne reakcije, bronhokonstrikcijo, edem, hipotenzijo, vse do anafilaktičnega šoka z možnim pojavom kome, včasih smrtonosno

## Diagnosticiranje
Za alergijske reakcije so odgovorna "IgE" protitelesa. Običajo so prisotna pri vseh ljudeh. Za ugotavljanje prisotnosti teh protiteles se opravi krvni test. Visoka raven IgE protiteles v krvi kaže na alergijo, vendar je možna tudi pri ljudeh, ki niso alergični. Glavni test za diagnozo alergije je kožni test "Prick test." To je preiskava pri keteri pridejo pacijenti v stik z minimalno količino različnih alergenov (po navadi na podlahti), stiki alergenov in kože pa se tudi zbodejo s posebno iglo. Če ima pacient aktivna protitelesa IgE na določen alergen, bo opaziti rdečico, oteklino in srbečico - kar pa tudi pomeni, da je bolnik alergičen na dano snov. Druga raziskava pa uporablja tudi test "Rast" (Radio Allergo Sorbent Test), ki išče IgE neposredno v krvnem obtoku. Test z obliži, pa se uporablja za diagnozo alergijskega kontaktnega dermatitisa. Ta se izvede z lepljenjem obližev na kožo, na katerih so različni alergeni (po navadi na hrbtni del med lopaticama), za nekaj dni.

## Povečanje števila alergij
Število skupnih alergij v zadnjih desetletjih se povečuje. Obstaja več hipotez o tem (globalnem) fenomenu. Sedaj je lažje odkriti vse vzroke, saj človeštvo namenja veliko pozornosti tem boleznim. Pred časom bi se alergije obravnavale kot nepomembne bolezni, z vidika vseh pomembnih zdravnikov.
higiensko predpostavka
V današnjem času "drži vodo" predpostavka, da je v državah z visokimi higijenskimi standardi manj obolevanj z različnimi boleznimi, vključno z alergijami. Otroci v državah z visokimi higienskimi standardi imajo boljši in močnejši imunski sistem od tistih v revnih državah.
Po 2. svetovni vojni se je v državah Zahoda, močno povečalo število astmatikov in pljučnih bolnikov. Zakaj, če pa so življenjski pogoji zelo ugodni, bolj kot kjerkoli drugje na svetu? Znanstveniki pravijo, da lahko odgovor leži v nezadostnem razvoju imunskega sistema v otroštvu, zaradi prečistega okolja.
povečana poraba kemikalij
Po 2. svetovni vojni, se je večina škodljivih kemikalij uporabljala brez posebnih kliničnih preskusov. Ali pa morda najbolj krivo to, da se kakovost zraka občutno poslabšuje poslabšuje, iz leta v leto? Švedski raziskovalci so ugotovili tudi, da so mnogi otroci alergičnani na vsaj eno sestavine plastičnih igrač.
Ne glede na to, katera teorija je najbolj pravilna, je treba poudariti, da vsak človek različno reagira na zunanje dražljaje. Pogosto pa drži, da imajo ljudje, ki so občutljivi na cvetni prah dreves, tudi navzkrižne reakcije z različnimi vrstami sadja in zelenjave. Edina stvar, ki jo lahko z gotovostjo trdimo, je seznam alergenov. Tu so nekatere od njih:
- cvetni prah
- rž
- breza
- zdravila
- penicilin
- lokalni anestetiki
- lešniki
- sezam
- morski sadeži
- soja
- mleko
- čebelji pik
- lasje
- pršice

## Zdravljenje
Večina alergij se zdravi z zdravili, ki blažijo ali preprečujejo nastanek alergijskih simptomov, vendar to niso zdravila za alergijske bolezni. Ta antialergična sredstva so glede na klinično obliko in resnosti bolezni v različnih dozirnih oblikah (tabletah, nosnih sprejev, astme sprejev, kapljic za oči, krem, mazil in injekcij). Ta sredstva delimo tudi glede na različno časovno pojavljanje alergij, proti katerim jih uporabljamo (akutno, stalno, oziroma preventivna uporaba sredstev).
Primeri aktivnih snovi uporabljenih pri antialergijskih zdravilih:
- antihistaminiki (npr. loratadin)
- adrenalin (za hude reakcije)
- glukokortikoidi (npr. prednizon)
- stabilizatorji mastocitov (npr. kromolin natrij)
- p2-agonisti (npr. salbutamol)
- antagonisti receptorjev levkotrienov (npr. montelukast)
- teofilin - humanizirana monoklonska omalizumab protitelesa (Xolair), uporabljena pri primerih s hudo alergijsko astmo

V nekaterih primerih lahko alergije privedejo do hudih akutnih primerov anafilaktičnega šoka, so smrtno nevarni in zahtevajo nujne medicinske ukrepe:
- uporabo antihistaminikov intravenozno
- uporabo adrenalin intramuskularno in intravenozno
- uporabo glukokortikoidi

Za bolnike, pri katerih je znano, da so v nevarnosti, da lahko doživijo anafilaktični šok (npr. alergije zaradi pikov žuželk)), obstoja tudi v "set nujne prve pomoči" z antihistaminskimi in kortikosteroidnimi zdravili, inhalacijskim sredstvom in tudi adrenalinski avto-injektor (adrensko pero).